# Longitarsus awadi
Longitarsus awadi es una especie de insecto coleóptero de la familia Chrysomelidae. Fue descrita científicamente en 2001 por Lopatin.